# Slunéčko čtrnáctitečné
Slunéčko čtrnáctitečné (Propylea quatuordecimpunctata) je druh brouka z čeledi slunéčkovití.

## Popis
Délka těla slunéčka čtrnáctitečného se pohybuje v rozmezí 3,5–5,2 mm. Krovky jsou žluté s 14 černými obdélníkovitými skvrnami, skvrny u švu krovek avšak často splývají do tvaru písmene U. Hlava je vzadu černá, vepředu bílá, pronotum je černé s bílým okrajem. Larva je černá s bílými skvrnami, z posledního břišního segmentu vychází špičatý výběžek, což je důležitým určovacím znakem. Kukla je šedohnědá.

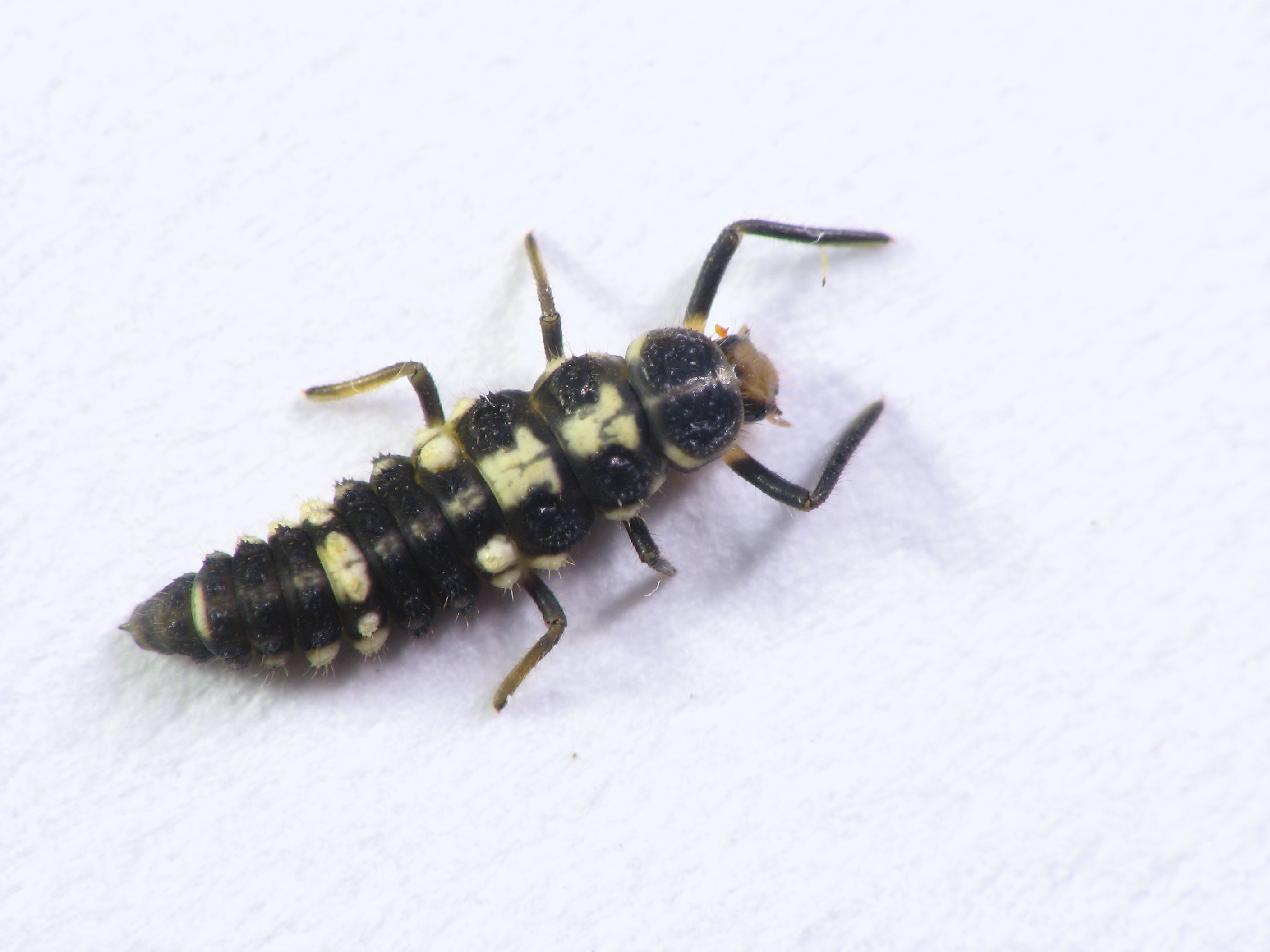
Larva
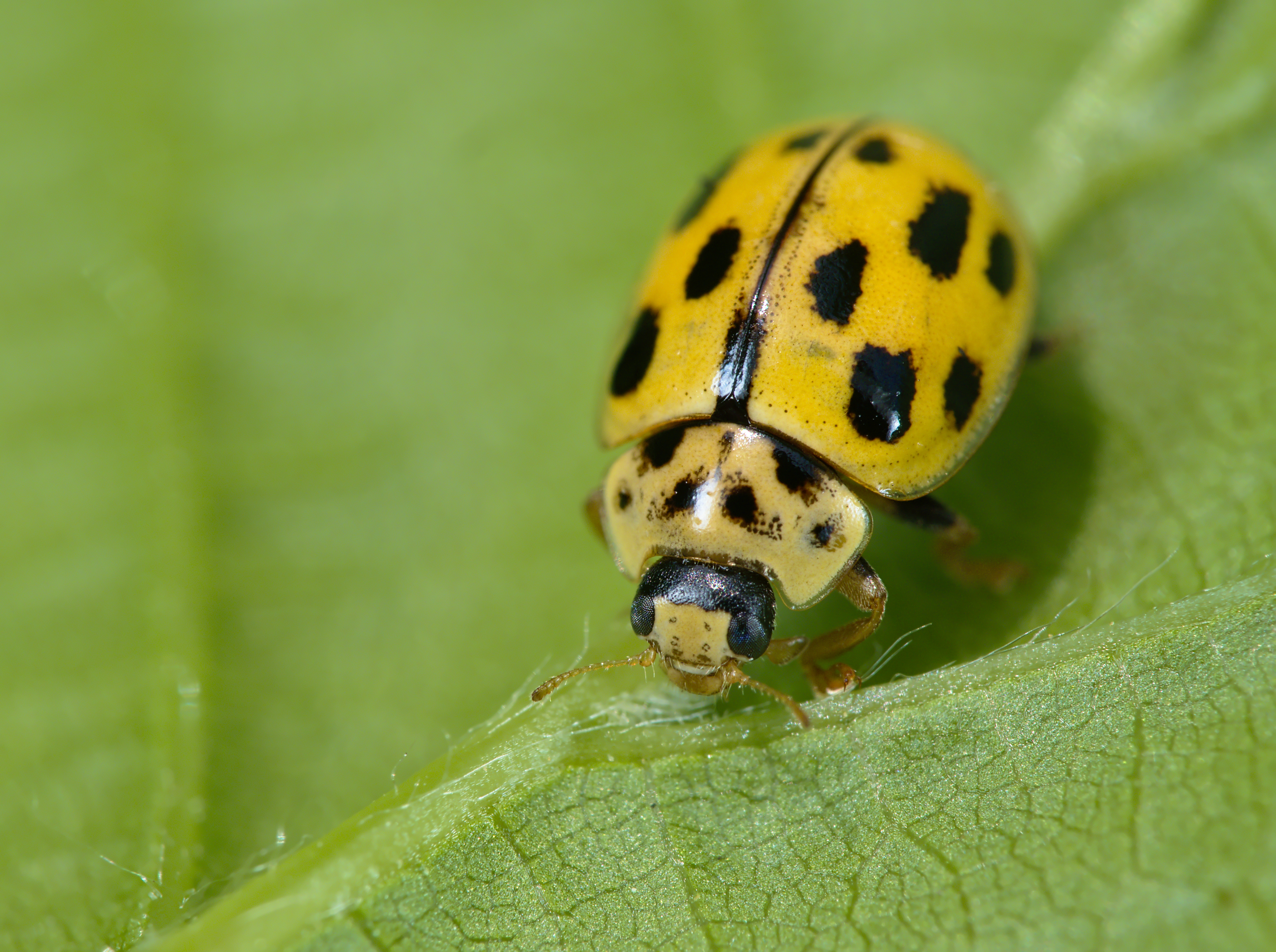
Dospělec bez spojených skvrn
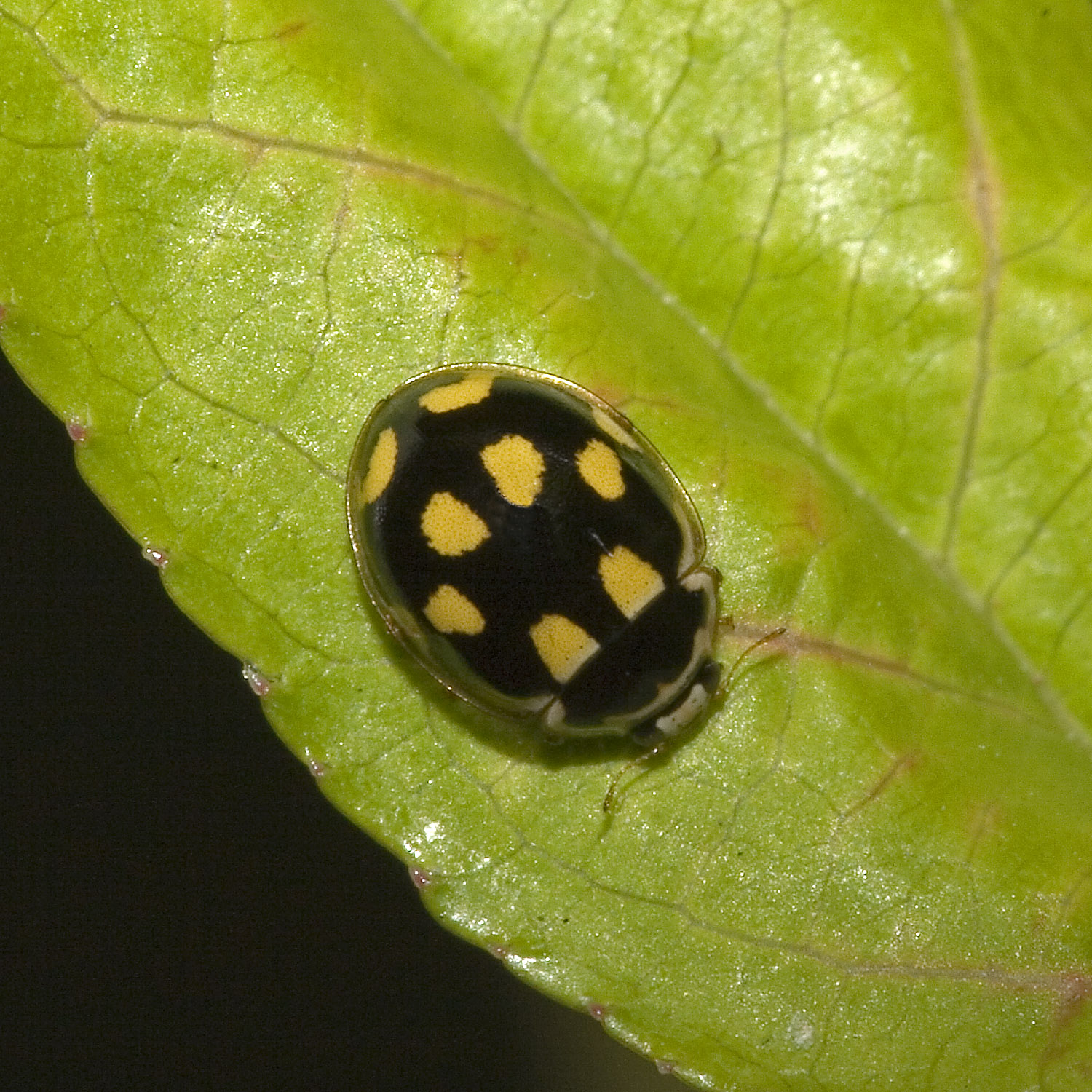
Tmavá varieta

## Rozšíření
Slunéčko čtrnáctitečné se vyskytuje v Evropě, ve střední Evropě je hojné. Bylo také zavlečeno do USA a Kanady. Preferuje louky, pole, rumiště a lesy, kde je aktivní od května do září.

## Potrava
Stejně jako další druhy z čeledi slunéčkovití se slunéčko čtrnáctitečné živí mšicemi.

## Variety
Slunéčko čtrnáctitečné je variabilní druh, uznávaných je následujících 7 variet:
- Propylea quatuordecimpunctata var. frivaldskyi
- Propylea quatuordecimpunctata var. moravica
- Propylea quatuordecimpunctata var. pannonica
- Propylea quatuordecimpunctata var. pedemontana
- Propylea quatuordecimpunctata var. perlata
- Propylea quatuordecimpunctata var. suturalis
- Propylea quatuordecimpunctata var. weisei